# (523) Ada
 Ada és l'asteroide número 523. Va ser descobert per l'astrònom Raymond Smith Dugan des de l'observatori de Heidelberg (Alemanya), el 27 de gener de 1904.